# Uzunu
Uzunu – wieś w Rumunii, w okręgu Giurgiu, w gminie Călugăreni. W 2011 roku liczyła 1566 mieszkańców.